# Asuaju de Jos
Asuaju de Jos – wieś w Rumunii, w okręgu Marmarosz, w gminie Asuaju de Sus. W 2011 roku liczyła 398 mieszkańców.